# 岩間辰志
岩間 辰志（いわま たつし、1939年〈昭和14年〉8月21日 - 2015年〈平成27年〉11月16日）は、日本の実業家。元サッポロホールディングス社長、名誉顧問。

## 来歴
長野県出身。長野県野沢北高等学校を経て1963年に早稲田大学政治経済学部を卒業。同年日本麦酒株式会社に入社（1964年にサッポロビールに社名変更）。
1998年3月に取締役、同11月常務取締役、1999年年11月代表取締役社長に、それぞれ就任。
2003年、サッポロビールの純粋持株会社化に伴い、サッポロホールディングス代表取締役社長に就任。2005年同社相談役、2007年同社名誉顧問。
2015年11月16日、慢性骨髄性白血病により76歳で死去。